# Бабаата
Бабаата́ (каз. Бабаата) — село у складі Сузацького району Туркестанської області Казахстану. Входить до складу Жартитобинського сільського округу.
Населення — 980 осіб (2021; 941 у 2009, 914 у 1999, 836 у 1989).